# Синика Кескитало
Синика Марија–Лиса Кескитало (фин. Sinikka Marja-Liisa Keskitalo, Јаласјерви 29. јануар 1951 — Тампере 21. октобар 2011), бивша је финска атлеичарка, која се такмичила у трчању на дуге стазе. Као репрезентативка Финске такмичила у маратону узастопно два пута на Летњим олимпијским играма 1984. у Лос Анђелес и Летњим олимпијским играма 1988. у Сеулу. На играма 1984. била је успешнија завршивши мараронску трку на 15 месту.

## Значајнији резултати
| Година               | Такмичење            | Место                | Пласман              | Дисциплина           | Резултат (м)         | Белешка |
| Представаљала Финску | Представаљала Финску | Представаљала Финску | Представаљала Финску | Представаљала Финску | Представаљала Финску |         |
| -------------------- | -------------------- | -------------------- | -------------------- | -------------------- | -------------------- | ------- |
| 1982.                | Европско првенство   | Атина                | 15.                  | Маратон              | 2:48:54 ЛР           |         |
| 1983.                | Светско првенство    | Хелсинки             | 27.                  | Маратон              | 2:46:10              |         |
| 1984.                | Олимпијске игре      | Лос Анђелес          | 15.                  | Маратон              | 2:35:15              |         |
| 1986.                | Европско првенство   | Штутгарт             | 4.                   | Маратон              | 2:34:31              |         |
| 1987.                | Светско првенство    | Рим                  | 8.                   | Маратон              | 2:35:16              |         |
| 1988.                | Олимпијске игре      | Сеул                 | 42.                  | маратон              | 13,71                |         |